# Pellenes unipunctus
Pellenes unipunctus là một loài nhện trong họ Salticidae.
Loài này thuộc chi Pellenes. Pellenes unipunctus được Kendo Saito miêu tả năm 1937.